# Henryk Ludwik Lubomirski
Henryk Ludwik Lubomirski (15 septembre 1777–20 octobre 1850), prince polonais de la famille Lubomirski.

## Biographie
Henryk Ludwik Lubomirski est le fils de Józef Aleksander Lubomirski et de Ludwika Sosnowska (pl). sa beauté en fit dès l'enfance un modèle apprécié par Élisabeth Vigée-Lebrun et Angelica Kauffmann.

Portraits enfant et adolescent
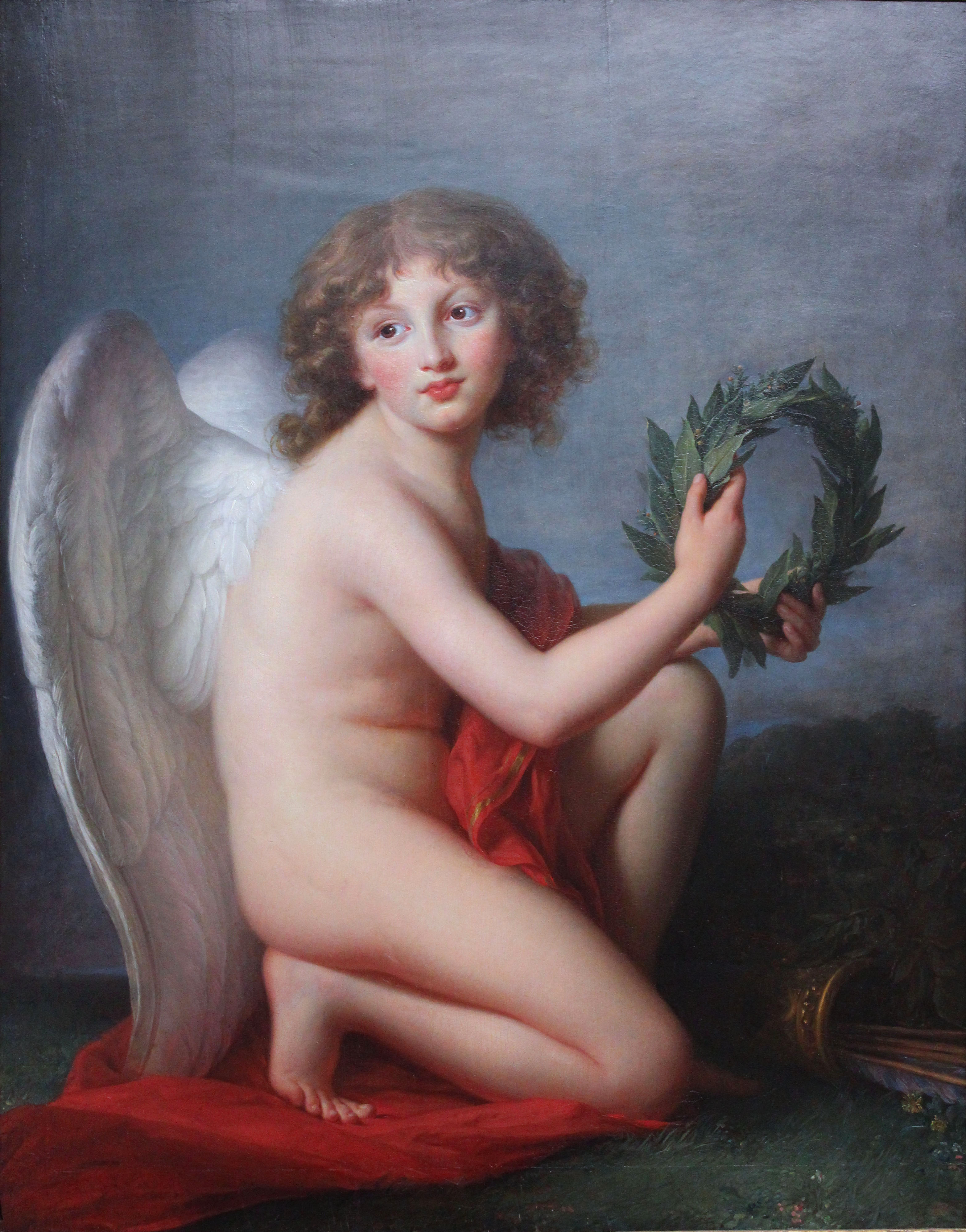
en génie de la renommée par Élisabeth Vigée Le Brun, 1789 (12 ans) Gemäldegalerie (Berlin)
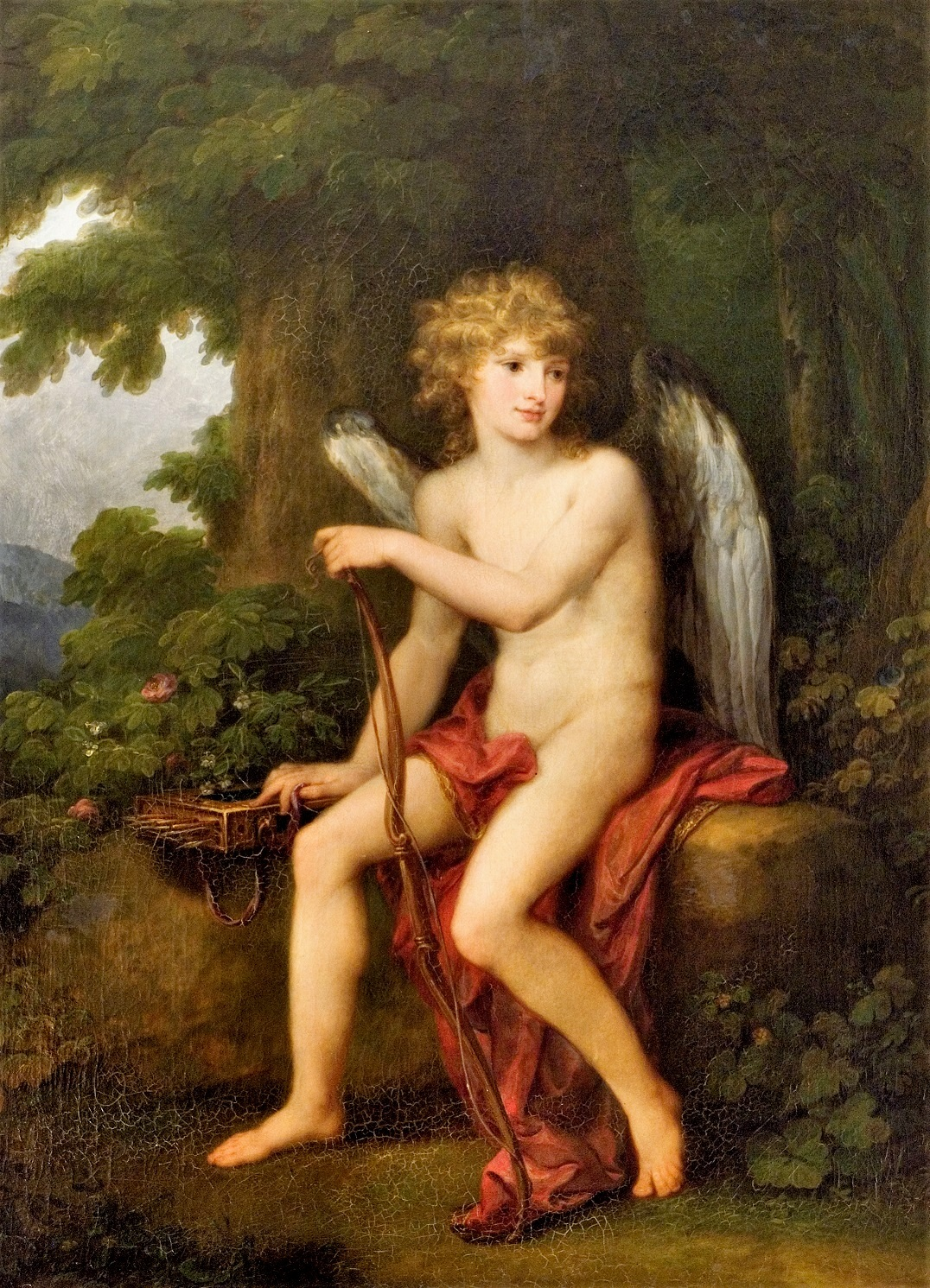
en Cupidon Angelica Kauffmann, 1792 (15 ans) Galerie d'art de Lviv
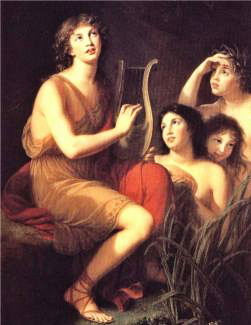
Amphion jouant de la lyre par Élisabeth Vigée-Lebrun (1794) (17 ans).

## Mariage et descendance
Il épouse Teresa Czartoryska, fille de Józef Klemens Czartoryski. Ils ont pour enfants :
- Dorota Lubomirska ;
- Izabela Maria Lubomirska (1808-1868), qui épouse le prince Władysław Hieronim Sanguszko ;
- Jadwiga Julia Wanda Lubomirska (1815-1895), qui épouse le prince Eugène de Ligne ;
- Jerzy Henryk Lubomirski (1817-1872), qui épouse Cecilia Zamoyska.